# Pulgar
Pulgar település Spanyolországban, Toledo tartományban. Pulgar Totanés, Noez, Mazarambroz, Las Ventas con Peña Aguilera és Cuerva községekkel határos. Lakosainak száma 1600 fő (2024).

## Népesség
A település népessége az utóbbi években az alábbiak szerint változott:
| Lakosok száma | 1281 | 1362 | 1542 | 1681 | 1696 | 1639 | 1555 | 1508 | 1491 | 1600 |
|               | 2001 | 2004 | 2007 | 2009 | 2012 | 2014 | 2017 | 2019 | 2022 | 2024 |